# Muškarci ne plaču
Muškarci ne plaču es una película dramática bosnia de 2017 dirigida por Alen Drljević. Fue seleccionada como la entrada de Bosnia a la Mejor Película en Lengua Extranjera en los 90.ª Premios de la Academia, pero no fue nominada. La película ganó el Premio Especial del Jurado 2017 en el 52.ª Festival Internacional de Cine de Karlovy Vary.

## Sinopsis
Un grupo de veteranos de la guerra yugoslava de mediana edad y dispares hablan en una sesión de terapia grupal extendida.

## Reparto
- Boris Isaković como Miki
- Leon Lučev como Valentin
- Emir Hadžihafizbegović como Merim
- Ermin Bravo como Ahmed
- Ivo Gregurević como Josip
- Sebastian Cavazza como Ivan
- Izudin Bajrović como Recepcionista